# Puteal de la Moncloa
El Puteal de la Moncloa, también conocido como Puteal de Madrid, es un brocal de pozo (del latín puteus, pozo) realizado en la Antigua Roma en el siglo I d. C. perteneciente a los fondos del Museo Arqueológico Nacional de España, con el número 2691 de inventario.

## Historia
La primera referencia documental sobre la pieza se remonta a 1654, cuando pertenecía a la reina Cristina de Suecia. Al morir esta pasó a su secretario, Azzolino, luego al sobrino de este, Pompeo, después a Livio Odescalchi y de él al príncipe d'Erba, cuya colección de escultura fue adquirida por Felipe V. En España estuvo primero en el Palacio Real de La Granja de San Ildefonso. En tiempos de Carlos III pasó al Palacio Real de Aranjuez y hacia 1816 al Palacio de la Moncloa, en Madrid, que tras la Revolución de 1868 pasó a manos del Ministerio de Fomento. Juan de Dios de la Rada, conservador del Museo Arqueológico Nacional, lo encontró de manera casual y semienterrado en los jardines del palacio –del que toma su nombre–, en los que posiblemente había sido usado como macetero. Tras el hallazgo fue trasladado al M. A. N., donde permanece desde entonces.

## Descripción
El Puteal ha tenido tradicionalmente una especial significación por la relación que establecieron los investigadores entre sus relieves y los del Partenón, habiéndose usado hasta hace poco para reconstruir el perdido grupo central del frontón oriental de dicho templo, si bien estudios más recientes han puesto de manifiesto importantes diferencias entre ambas obras, tanto estilísticas como iconográficas. Por otro lado la calidad del Puteal está muy lejos de la de las esculturas de Fidias, siendo obra de un taller neoático de segunda categoría. 
Realizado en mármol, está decorado con relieves que narran dos mitos griegos: el nacimiento de Atenea en el Olimpo y el de las Moiras o Parcas, las encargadas de tejer el destino de dioses y hombres. El nacimiento de Atenea se representa con la diosa vestida con una túnica, un casco ático y el escudo en su mano izquierda. Tiene la cara vuelta hacia su padre, Zeus, que aparece sentado en un trono y con el doble haz de rayos en su mano. Entre ambos, flotando, se encuentra Niké, la victoria alada que se dispone a coronar a Atenea con laurel. A la derecha de Zeus está Hefesto con una doble hacha en su mano. Siguen las Parcas. Cloto, sentada con la rueca, representa el presente, la figura central es Láquesis, que representa el futuro, y Átropos, la tercera, sentada también, es la que tiene en su mano el huso lleno de hilo simbolizando el pasado.

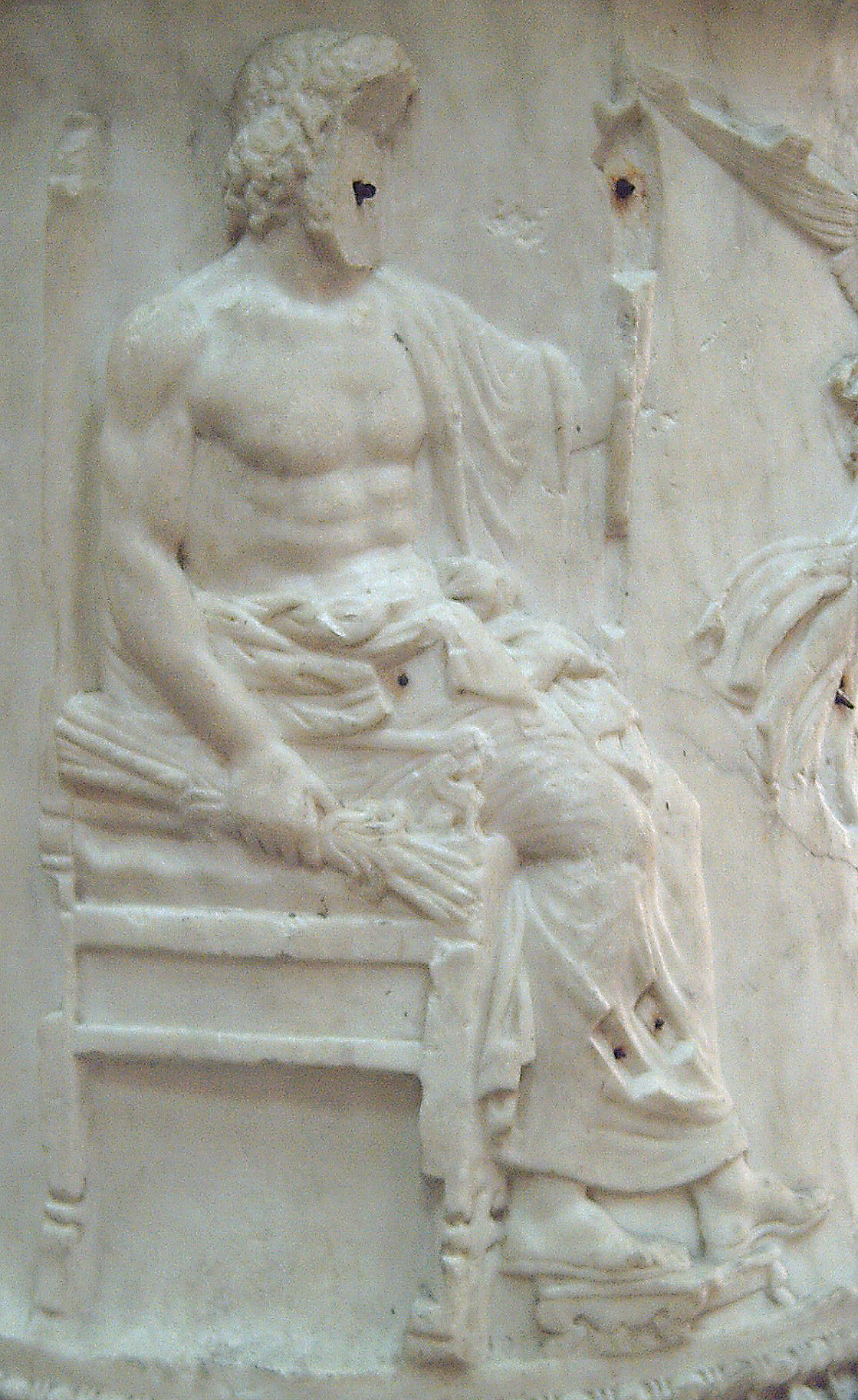
Relieve de Zeus.
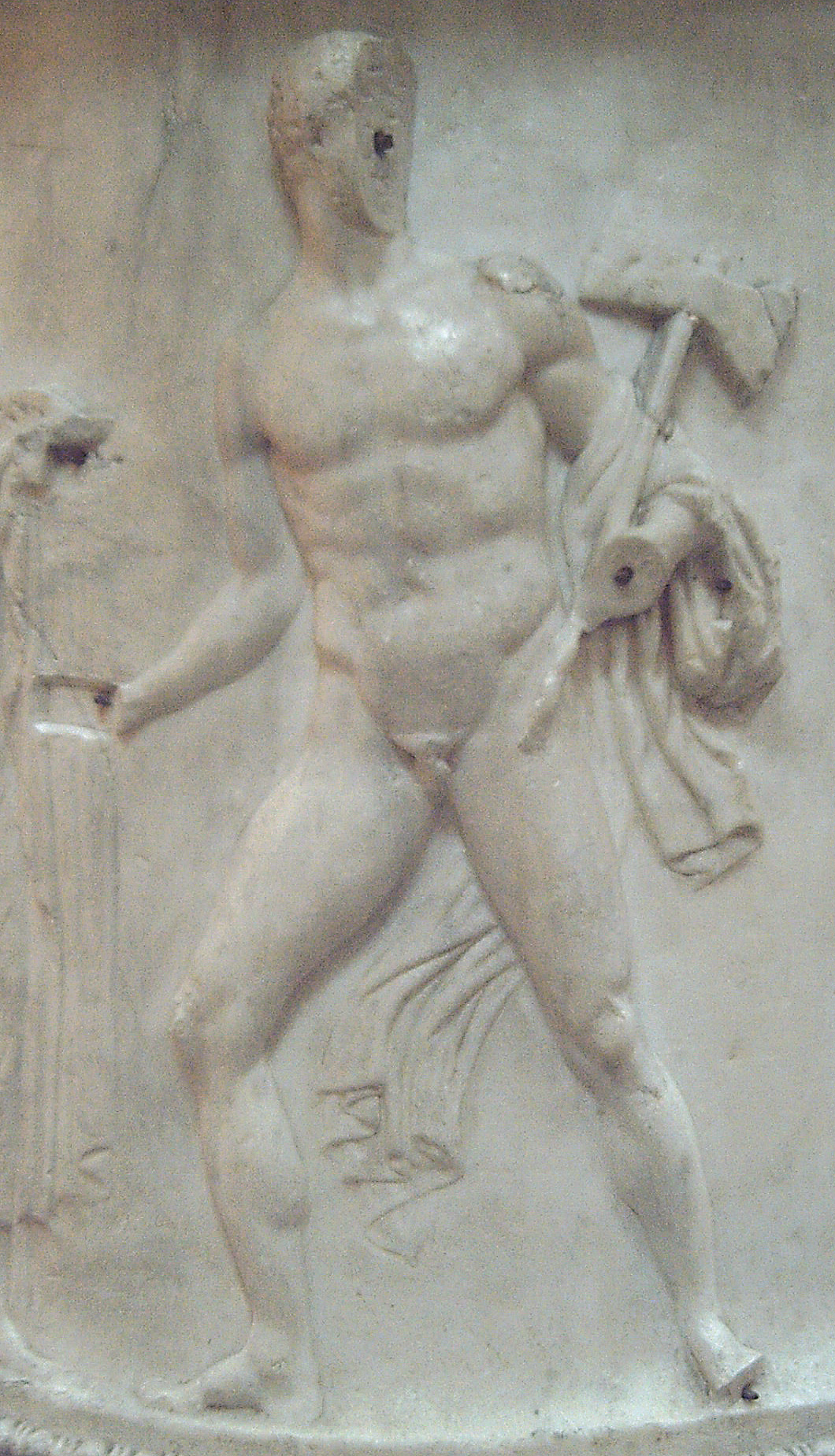
Relieve de Hefesto.
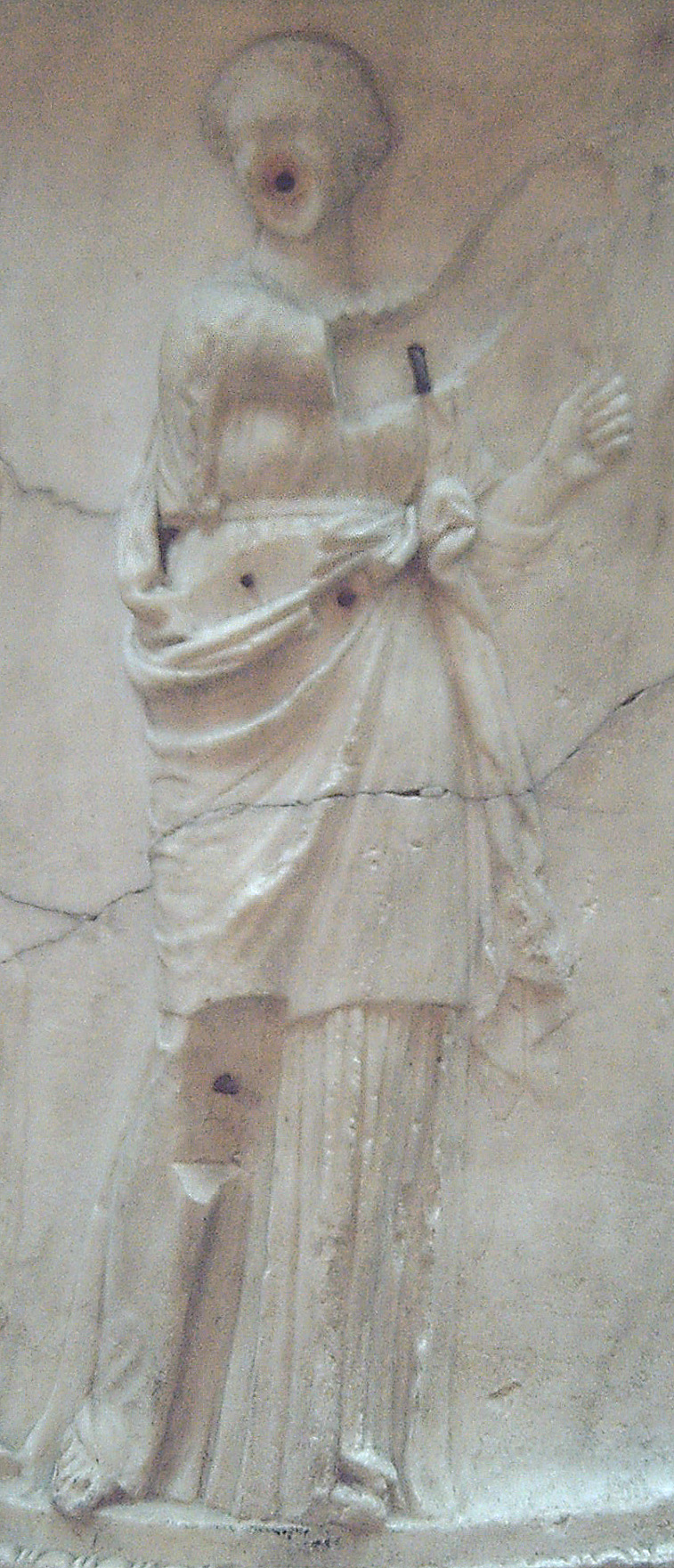
Relieve de Láquesis.